# Département Nord
Das Département du Nord [nɔʁ] ist das französische Département mit der Ordnungsnummer 59. Es liegt in der Region Hauts-de-France im Norden des Landes an der belgischen Grenze und ist, noch vor Paris, das bevölkerungsreichste Département Frankreichs.

## Geographie
Das Département Nord grenzt an das Département Pas-de-Calais im Westen, an das Département Aisne und mit wenigen Kilometern an das Département Somme im Süden sowie an Belgien im Osten. Im äußersten Nordwesten befindet sich die Küste der Nordsee am Eingang zum Ärmelkanal.
Das Departement Nord ist schmal und langgezogen. Seine Ostgrenze bildet die westliche Hälfte der französischen Landesgrenze zu Belgien. Seine Hauptstadt ist Lille, das – zusammen mit Roubaix, Tourcoing und Villeneuve-d’Ascq über eine Million Einwohner – industriell und ehemals mit seinem Bergbau das Herz der Region bildet. Andere wichtige Städte sind Cambrai, Douai, Dunkerque und Valenciennes. Die Gemeinden Boursies, Doignies und Mœuvres bilden eine Exklave, die vom Département Pas-de-Calais umschlossen wird.
Die wichtigsten Flüsse sind Lys (Leie), Sambre, Scarpe, Schelde und Yser.

## Geschichte
Das Département wurde am 4. März 1790 aus dem französischen Teil Flanderns, dem französischen Teil des Hennegaus und dem Cambrésis (dem Gebiet des Bischofs von Cambrai) gebildet.
Im Zweiten Weltkrieg wurde das Departement Ende Mai / Anfang Juni 1940 im Rahmen des Westfeldzugs von der Wehrmacht erobert. Während der deutschen Besetzung war es Teil der Verbotenen Zone. Im September 1944 wurde es von schnell vorrückenden Truppen der Westalliierten innerhalb weniger Tage befreit.
Von 1960 bis 2016 gehörte das Département zur Region Nord-Pas-de-Calais, die 2016 in der Region Hauts-de-France aufging.

## Wappen
Beschreibung: In Gold ein schwarzer rotbewehrter und -gezungter Löwe.

## Städte
Die bevölkerungsreichsten Gemeinden des Départements Nord sind:
| Stadt             | Einwohner (2022) | Arrondissement |
| ----------------- | ---------------- | -------------- |
| Lille             | 238.695          | Lille          |
| Tourcoing         | 99.160           | Lille          |
| Roubaix           | 99.507           | Lille          |
| Dunkerque         | 87.013           | Dunkerque      |
| Villeneuve-d’Ascq | 62.342           | Lille          |
| Valenciennes      | 42.979           | Valenciennes   |
| Wattrelos         | 40.881           | Lille          |
| Douai             | 39.833           | Douai          |
| Marcq-en-Barœul   | 39.943           | Lille          |
| Cambrai           | 31.568           | Cambrai        |

## Verwaltungsgliederung

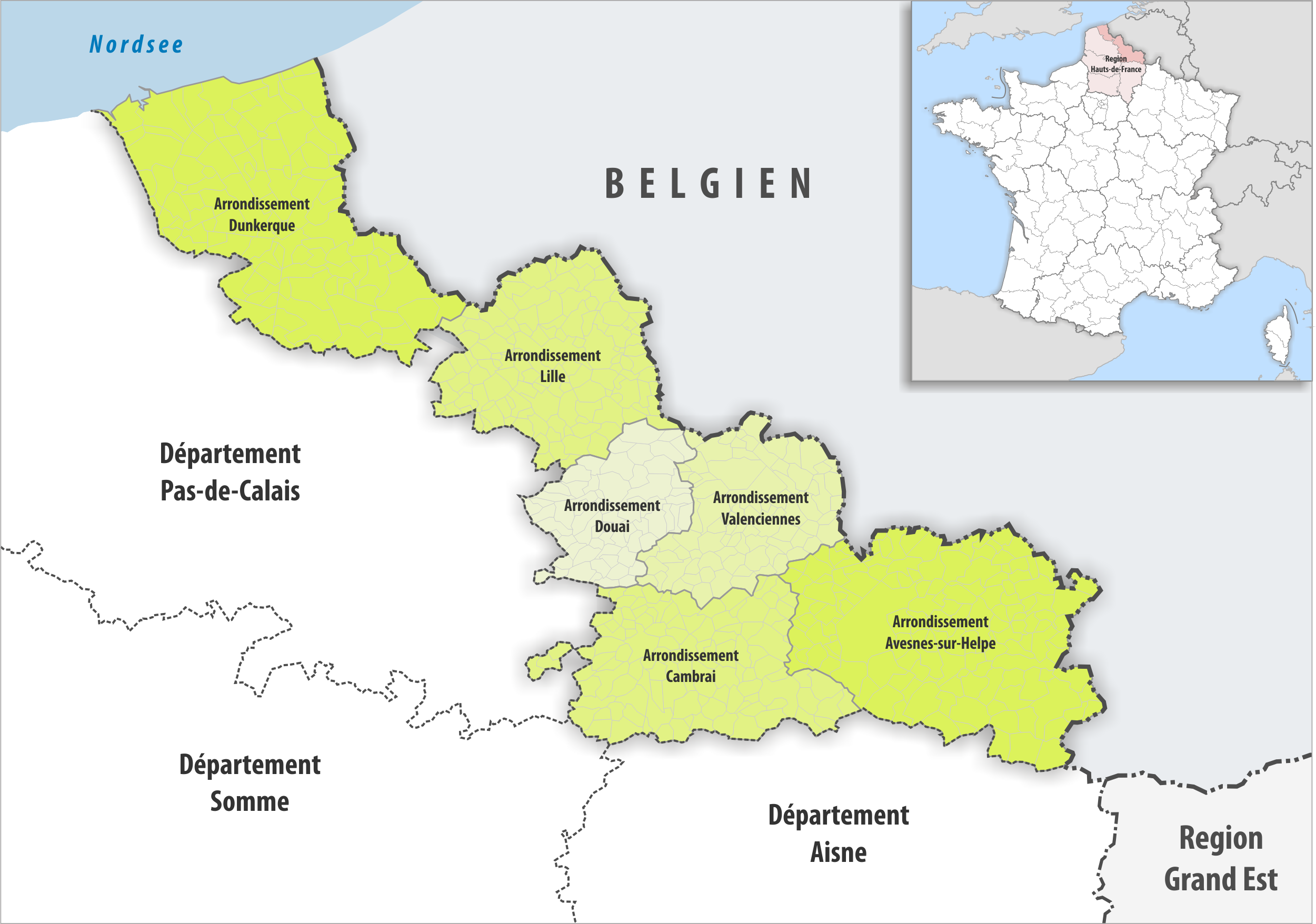
Gemeinden und Arrondissemente im Département Nord

Das Département Nord gliedert sich in 6 Arrondissements, 41 Kantone und 647 Gemeinden:
| Arrondissement    | Kantone | Gemeinden | Einwohner 1. Januar 2022 | Fläche km² | Dichte Einw./km² | Code INSEE |
| ----------------- | ------- | --------- | ------------------------ | ---------- | ---------------- | ---------- |
| Avesnes-sur-Helpe | 4       | 150       | 224.325                  | 1.407,51   | 159              | 591        |
| Cambrai           | 3       | 116       | 158.302                  | 901,58     | 176              | 592        |
| Douai             | 4       | 64        | 245.007                  | 476,59     | 514              | 593        |
| Dunkerque         | 7       | 111       | 371.940                  | 1.442,73   | 258              | 594        |
| Lille             | 17      | 124       | 1.267.099                | 879,54     | 1.441            | 595        |
| Valenciennes      | 6       | 82        | 350.236                  | 634,80     | 552              | 596        |
| Département Nord  | 41      | 647       | 2.616.909                | 5.742,75   | 456              | 59         |

Siehe auch:
- Liste der Gemeinden im Département Nord
- Liste der Kantone im Département Nord
- Liste der Gemeindeverbände im Département Nord

## Wirtschaft
Zunächst der „Frontstaat“ der industriellen Revolution im 19. Jahrhundert, im Ersten Weltkrieg aber durch schwere und lang anhaltende Kampfhandlungen stark beeinträchtigt, dann nach dem Zweiten Weltkrieg und seiner „Zweiten Blüte“ leidet die Region heute wirtschaftlich, sozial und kulturell unter dem Niedergang des Kohlenbergbaus seit Anfang der 1970er Jahre, nachfolgend auch der Textilindustrie und mittlerweile vermehrt auch unter Umweltproblemen.

## Klima
Messstation: Boulogne, Hafen, 73 Meter Höhe
(Da das Département Nord nicht über eine eigene Messstation verfügt, wurden die Daten des benachbarten Départements Pas-de-Calais angegeben.)
| maritime Klimadaten              | J   | F  | M   | A   | M  | J  | J   | A  | S  | O  | N   | D   |
| -------------------------------- | --- | -- | --- | --- | -- | -- | --- | -- | -- | -- | --- | --- |
| mittlere Höchsttemperatur        | 6   | 6  | 9   | 11  | 15 | 17 | 19  | 19 | 18 | 15 | 10  | 7   |
| mittlere Tiefsttemperatur        | 2   | 2  | 3   | 5   | 9  | 11 | 13  | 14 | 12 | 10 | 6   | 3   |
| Anzahl sehr sonnige Tage         | 1,5 | 2  | 2,5 | 2,5 | 2  | 2  | 2,5 | 3  | 2  | 3  | 1,5 | 1,5 |
| Anzahl Tage mit bedecktem Himmel | 19  | 17 | 15  | 13  | 13 | 11 | 12  | 11 | 12 | 15 | 18  | 19  |
| Anzahl Regentage                 | 11  | 9  | 9   | 8   | 8  | 7  | 7   | 9  | 10 | 10 | 13  | 12  |
| Regenmenge in mm                 | 55  | 46 | 40  | 38  | 42 | 47 | 45  | 54 | 66 | 66 | 83  | 64  |
| Wassertemperatur in Küstennähe   | 8   | 6  | 7   | 8   | 10 | 13 | 15  | 17 | 17 | 15 | 12  | 9   |

Tage pro Jahr mit
- Regenfällen über 1 mm: 115
- Frost: 32
  - Erster Frost: 22. November
  - Letzter Frost: 23. März
- Schnee: 13
- Gewitter: 10
- Hagel: 4

Stand 1991